# Chuma Okeke
Chukwuma Julian „Chuma” Okeke (ur. 18 sierpnia 1998 w Atlancie) – amerykański koszykarz, nigeryjskiego pochodzenia, występujący na pozycji silnego skrzydłowego, obecnie zawodnik Orlando Magic.
W 2017 został wybrany najlepszych zawodnikiem amerykańskich szkół średnich stanu Georgia (Mr. Georgia Basketball). Wystąpił też w meczu wschodzących gwiazd Derby Classic.

## Osiągnięcia
Stan na 16 stycznia 2021, na podstawie, o ile nie zaznaczono inaczej.
NCAA
- Uczestnik rozgrywek:
  - NCAA Final Four (2019)
  - II rundy turnieju NCAA (2018, 2019)
- Mistrz:
  - turnieju konferencji Southeastern (SEC – 2019)
  - sezonu regularnego SEC (2018)
- Laureat nagrody Paul Lambert/Tommy Joe Eagles Award (2019 – MVP klubu)
- Zaliczony do I składu turnieju:
  - regionalnego Midwest NCAA (2019)
  - SEC (2019)
- Zawodnik kolejki SEC (12.11.2018)
- Najlepszy pierwszoroczny zawodnik kolejki SEC (4.12.2017)